# Concurso real
En derecho penal se conoce como concurso real, también denominado concurso de leyes, concurso de delitos o concurso de normas, a aquella situación en la que varios hechos independientes entre sí son juzgados una sola vez. delitos o faltas. En el concurso real, cuando un agente, buscando un determinado resultado, ejecuta diversas acciones, cada una de ellas un distinto tipo penal, las penas de cada uno de estos delitos pueden unificarse o no dependiendo del Código Penal de cada país. En muchos países como Paraguay, Estados Unidos, Canadá, México, Argentina, Venezuela, Perú, Ecuador, Colombia, República Dominicana, España, Australia e India es un derecho fundamental reconocido por la Constitución que prohíbe que un acusado sea enjuiciado dos veces por un mismo hecho punible, amparándose en el principio de non bis in idem.
El concurso real tiene dos particularidades:
- Las penas de los tipos penales se acumulan de la siguiente forma: Se suman las penas para cada delito no pudiendo superar ésta el triple de la pena por el delito más grave.
- Debe haberse descartado la unidad de acción. Es decir, cada acción típica y antijurídica debe poder sostenerse por sí sola, y no depender una de la otra.